# Platytaenia kuramensis
Platytaenia kuramensis är en flockblommig växtart som först beskrevs av Siro Kitamura, och fick sitt nu gällande namn av Nasir. Platytaenia kuramensis ingår i släktet Platytaenia och familjen flockblommiga växter. Inga underarter finns listade i Catalogue of Life.